# Borgo Maggiore

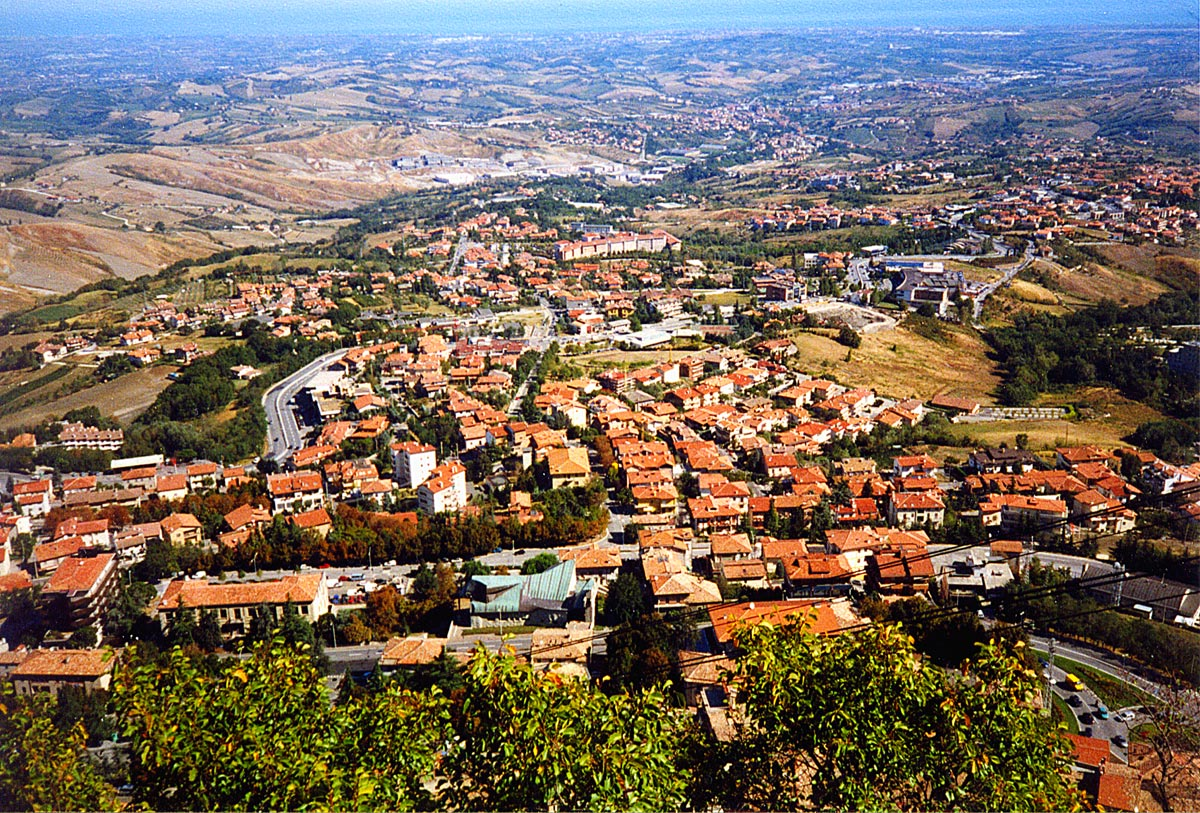
Borgo Maggiore.

Borgo Maggiore (littéralement « Bourg-Majeur » en italien) est l’une des neuf communes (ou castelli) de la République de Saint-Marin. La localité, située au pied du versant nord du mont Titano, comptait 6 871 habitants au 31 mai 2019, ce qui en fait la deuxième ville du pays.
Le bourg s’appelait autrefois Mercatale (« place du marché »), et reste à ce jour un des marchés les plus importants de Saint-Marin. Un funiculaire permet l’ascension du mont Titano, jusqu’à la ville de Saint-Marin.